# Funt manx
Funt manx, funt Wyspy Man – waluta wraz z funtem szterlingiem obowiązująca na Wyspie Man.